# Pyritinol
Pyritinol – organiczny związek chemiczny będący dimerem siarkowej pochodnej witaminy B6. Znajduje zastosowanie w leczeniu chorób układu nerwowego. Dostępny w postaci dichlorowodorku.
Dichlorowodorek pirytynolu został opatentowany jako lek nootropowy w 1961 roku przez firmę Merck KGaA i wprowadzony do lecznictwa w roku 1963 pod nazwą handlową Encephabol.

## Działanie
Mechanizm działania farmakologicznego preparatu nie jest wyjaśniony. Wspomaga metabolizm niektórych grup komórek OUN, powoduje wzrost stężenia serotoniny i wzrost aktywności transaminaz, dekarboksylaz oraz fosforylaz, pobudzając czynności mózgu. Ponadto lek wykazuje nieswoiste działanie przeciwzapalne.

### Działania uboczne
Może powodować nadpobudliwość nerwową, bezsenność i niepokój. Wymienione działania niepożądane pojawiają się bardzo rzadko i przemijają po zmniejszeniu dawki leku. Mogą występować interakcje z innymi lekami, m.in. z penicylaminą, solami złota, lewamizolem, tioproniną.

## Wskazania
Dichlorowodorek pirytynolu jest stosowany pomocniczo głównie w leczeniu chorób układu nerwowego, m.in. miażdżycy, stanach poudarowych, przewlekłym wyczerpaniu psychicznym, zaburzeniach pamięci i uczenia się u dzieci oraz osób starszych, stanach przemęczenia przebiegających z ospałością, po urazach czaszki, w udarze mózgu, w łagodnych stanach depresyjnych, zaburzeniach pamięci i słuchu, w okresie rekonwalescencji po ciężkich chorobach neurologicznych oraz zabiegach operacyjnych na tkance mózgowej. Wykorzystywany jest także w leczeniu RZS oraz neuralgii nerwu trójdzielnego.
Przeciwwskazania: nadpobudliwość, bezsenność, stany lękowe, uczulenie na lek.

Skuteczność leczenia dichlorowodorkiem pirytynolu jest mało widoczna i wątpliwa, jednakże brak szerokiego asortymentu leków w wymienionych chorobach uzasadnia jego stosowanie.
Dichlorowodorek pirytynolu wykazuje bardzo małą toksyczność. Lek jest bezpieczny i może być stosowany przez długi czas bez obaw.

## Dawkowanie
100–200 mg 2–3 razy dziennie. Lek podaje się rano i wczesnym popołudniem. Leczenie jest długotrwałe, najczęściej wielomiesięczne.

## Preparaty
W Polsce preparat był obecny na rynku od 1969 roku pod nazwą Enerbol, w późniejszych latach także jako Enerbol forte oraz przez kilkanaście lat jako Enerbol zawiesina. Preparaty Enerbol były produkowane do 2003 roku przez Pliva Kraków – obecnie ich produkcja nie jest kontynuowana. Na świecie dostępny jest jako Encephabol iEncephabol forte (Merck KGaA). Preparaty te są dostępne w Polsce wyłącznie w trybie importu docelowego.